# 風音 (声優)
風音（かざね）は、日本の女性声優。主にアダルトゲームに声をあてている。

## 人物・エピソード
年間を通しての出演作品が50作品を超え、アダルトゲーム声優のなかで最多本数を記録したことがある。ゲームの販売を行うサイトGetchu.comにて実施された2008年の美少女ゲーム人気投票のボイス部門におけるside Whiteでは代表キャラクター「朱鷺戸 沙耶」（『リトルバスターズ! エクスタシー』）で、side Blackでは代表キャラクター「鷹守 ハルカ」（『超昂閃忍ハルカ』）で風音が共に1位を獲得した。また、風音が荻原秀樹と合わせてメインパーソナリティを務めるラジオ番組『ほめられてのびるらじおZ』は第3回アニラジアワードにおいて、BEST CREATIVE RADIO 企画ラジオ賞の一般部門で受賞を果たしている。
本人によれば楽器の中で、学生時代に休憩時間にも叩いていたほど木琴が好き。また、甘党であるという。
同業者の早瀬弥生は「勉強になる」声優の1人として風音の名前を挙げている。
2020年7月17日より、自身のYouTubeチャンネル「風音【kazane】」にてゲーム実況の配信を開始した。

## 出演
太字はメインキャラクター。

### アダルトゲーム
2002年
- 闇の声II（村瀬麻里江）

2003年
- こなたよりかなたまで（佐倉佳苗）
- STRAY SHEEP 〜恥辱の懺悔室〜（橘沙弥香）
- ビッグマグナム・張本先生（七尾えりな）
- た・べ・ご・ろ 〜ひとつ屋根の下で〜（沢村悠里）
- 蟲使い（佐々原唯）
- オゲレツ大百科外伝 〜マシーナの輝石〜（サリィ）
- 闇の声III 〜五忘三欲魔方陣〜（小原美津江）
- 同人誌即売会をやろう!（西条希衣子）
- 藍色ノ狂詩曲 -Deep Blue Rhapsody-（彩倉聡美）
- 乳辱遊戯（栗林雫）
- いけない保健室（鳴海さやか）

2004年
- 真説 猟奇の檻（レベッカ・ド・モンパル・那須）
- 痴漢は犯罪!（成宮すもも）
- 乳感ナースっ!（緒方愛美）
- はてなきそら（柿崎詩音）
- Blaze of Destiny II The bginning of the fate（レイリア）
- ホワイトブレス 〜with faint hope〜（柊歩）
- MinDeaD BlooD 〜支配者の為の狂死曲〜（折原仁美、篠原芳江）
- MOEラブ 〜なついろ萌黄寮〜（卜部静香）
- 凌辱荘（雛形円）
- えん☆てび -ANGEL or DEVIL-（リュミエール）
- ひとがたルイン（ディアーナ）
- キミといっしょにデキること2（相田理恵）
- MinDeaD Blood 〜真由と麻奈の輸血箱〜（折原仁美、篠原芳江）
- IZUMO2（八房）
- have relations with... 〜真帆と片帆〜（巴）
- 淫乳団地妻（弓倉梢子）
- フェチ2 表の記憶（初鹿野ゆかり）
- フェチ2 裏の記憶（初鹿野ゆかり）
- OL狩り〜濡れたオフィス〜（一舎蛍、水無月藍絵梨）

2005年
- 戦火 -IKUSABI-（歌鈴、桜華）
- GALZOOアイランド（担当役非公表）
- 黒の歌姫（ジャニス）
- 女系家族 〜淫謀〜（有宮美宙）
- さくらリラクゼーション 〜四姉妹とのラブラブ同居性活〜（佐倉春花）
- 車輪の国、向日葵の少女（大音京子）
- 魂響〜たまゆら〜（秋月かすみ）
  - 魂響〜陵辱side〜（秋月かすみ）

- Natural Another One 2nd -Belladonna-（硯碧葉）
- なつ☆なつ（森永美紅）
- 背徳の学園 〜闇に捧げられた乙女たち〜（小野瀬櫻子）
- ぱすてるチャイムContinue（光岡くおん）
- ぱすちゃC++（光岡くおん）
- ふた魔女（藤谷ライム）
- へんし〜ん! 2（綾瀬水沙希）
- 魔女っ娘ア・ラ・モードII 〜光と闇のエトランゼ〜（レイス）
- 夜刀姫斬鬼行（ブリュンヒルデ）
- VANPANERA －絶望の地下牢－（テレジア・エヴァンス）
- 人妻大作戦（伊園早苗、乃木珠美）
- have relations with…3 〜淳子と奈美と直之と俺〜（淳子）
- ヘブンストラーダ（サリア）
- プレプリ 〜新妻はぼくの担任〜（静香先生）
- ロケットの夏 宇宙島へ行く少年（ベルチア・ヘリアー）※月面基地前プレミアムBOX収録版
- 接待媚品 〜巨乳OL達の淫らな午後〜（江崎涼香、氷川麗奈）
- 虐辱悲哀 〜ミストレス〜（えみ）
- 闇の声異聞録（麻里江、柚香）
- えん☆でび にっ -ANGEL or DEVIL-（リュミエール）
- 悪戯0 -ZERO-（服部郁恵）
- キミといっしょにデキること3（相田理恵）
- ぷらねこ 〜PLANET OF THE CATS〜（ジュリア）
- 肉体金融道（越前屋ちか子、徳大寺桃香）
- 天使のすきゃんてぃ（三原かすみ）
- Cohabitation（水城紗奈絵）
- 接待倶楽部（半沢百合、川本喜久子）

2006年
- あおぞらマジカ!!（ティリナ）
- エーテルの砂時計〜ANGEL TIME〜（音々子ふう子）
- EXTRAVAGANZA 〜蟲愛でる少女〜（佐々原唯）
- エロ医（成宮すもも）
- オイラは番台2（新田由利、桜庭亨）
- おキツネSummer 〜夏合宿・女の子付き〜（能登茉莉絵）
- おたく☆まっしぐら（奥井朝美）
- かいわれっ!（若田部葉子）
- がくと!（諏訪あゆ美）
- 機械仕掛けのイヴ 〜Dea Ex Machina〜（ファム）
- 紅蓮に染まる銀のロザリオ（佐倉のぞみ）
- 外道勇者（シャルロット・ド・リコルナ、ナナ・ゲイルスバーグ）
- こいちゅ! 〜恋に恋するかたおもい〜（麻倉美砂）
- 故郷の詩（マウア）
- Star TRain（遠日奏）
- 聖奴隷学園（鳩羽桜花）
- TACTICSBRID（シン・ミヨン）
- ダンジョンクルセイダーズ 〜TALES OF DEMON EATER〜（セシリア・ウェンスアース）
- 妻しぼり（琴月円）
- 逃亡者 毒島音露〜強制発射、囚われた乗客編〜（日向千夏）
- 抜け忍 捕獲、そして調教へ…（伽流羅）
- Pia☆キャロットへようこそ!!G.O. 〜グランド・オープン〜（椚あやの）
- PP -ピアニッシモ- 操リ人形ノ輪舞（白河綾音）
- ひだまり（大宗路有希）
- 人妻コスプレ喫茶2（香月夏姫）
- ボインにかけろ!（姫乃万都里）
- メンアットワーク!4 〜ハンター達よ 永遠に〜（レイナ＝クライトン）
- H2O -FOOTPRINTS IN THE SAND-（小日向はやみ）※和泉真優名義
- MOZU（セシリア・ステュワート）
- 黄泉ビト知ラズ〜甘い雌蕊の性徴誌〜（御園生奈子）
- わんことくらそう（天堂寺星華）
- 白淫天使（天使アイラエル）
- あいえんきえん2〜柏木荘で逢いましょう〜（斬奈美美登理）
- 萌・エ・ロ鬼ィちゃん（早坂紀伊）
- 秘蜜〜秘めたる月の蜜〜（静香先生）
- アイアンメイデン -鋼のオトメ-（緒形心菜）
- ポリアニ（大正千晴）
- 三坂物語 想ひ出版R（田宮舞華）
- まいしすっ!☆トゥインクル（高峰美羽）
- 禁断 -君は僕だけのMAIDEN-（雪村潤美）
- 夏色（鼓都）
- ヤミノカナタ（千川響子）
- MinDeaD BlooD DVD Special Edicion（折原仁美）
- メイドさん大作戦（奥鳥羽カンナ）
- TACTICSBRID（シン・ミヨン）
- プレプリ2〜幼馴染は同級生〜（静香先生）
- IZUMO2 -学園狂想曲-（八房）
- Fifth〜eteenal Collection Box（ユウ）
- Horizont（御陵刹華）
- ゴア・スクリーミング・ショウ（深園希衣佳、八瀬早由海）

2007年
- あかね色に染まる坂（片桐優姫）
- 明日の君と逢うために（七海美菜）
- EVE new generation X（法条まりな）
- E×E（貴船未緒）
- 和み匣 Innocent Greyファンディスク（白河綾音）
- えむぴぃ Maid promotion master（秋月小茉莉）
- えろすまっしゅ!（火守桜子）
- おなトレっ! 〜同い年とHなトレーニング〜（高畑伊月）
- オレと彼女は主従なカンケイ（とばり）
- 銃刀Gun-KATANA NON-HUMAN-Killer（時原姫菜）
- クラブ・ロマンスへようこそ（明石 夏海）
- 恋する乙女と守護の楯（2007年 - 2021年、椿原蓮） - 3作品
- こいとれ 〜REN-AI TRAINING〜（沢崎うたは）
- 恋姫†無双 〜ドキッ☆乙女だらけの三国志演義〜（孫権、孫策）
- 最果てのイマ フルボイス版（本堂沙也加）
- 詩篇69 〜深淵のメサイア〜（リルフィニア・ルゥ・クリフト）
- 車輪の国、悠久の少年少女（大音京子）
- 白銀のソレイユ-Successor of Wyrd《運命の継承者》-（浅海澪璃）
- 真・女教師（飯塚千晶）
- すくぅ〜るメイト（橘棗）
- 世界でいちばんNGな恋（天城夏夜）
- 魂響〜円環の絆〜（秋月かすみ）
- つくしてあげるのに!（望月司）
- 年上Lesson〜義母と叔母と女教師と〜（沢村安奈）
- ドラクリウス（リアン・ルーチェ・ディメルモール）
- はるかぜどりに、とまりぎを。（香夜冬子）
- 人妻搾乳百貨店（興津夕紀）
- Purely 〜その狭い青空を見上げて〜（翠川悠、墨崎陽向）
- プリミティブリンク（春野ゆめ）
- ヘルタースケルター〜白濁の村〜（各務春風）
- 僕がサダメ 君には翼を。（那須真紅）
- MagusTale 〜世界樹と恋する魔法使い〜（ニナ・ジェミニス）
- やくchu!〜ただいま媚薬開発中〜（青葉菜々子）
- ロンド・リーフレット（ロビネッタ・アシュレイ）
- くろふぁん4GHz （ゼロノ・ピアノ）
- 絶対幸せ宣言っ! （神田秋代）

2008年
- あいれぼ 〜IDOL☆REVOLUTION〜（綾小路沙也香）
- 明日の七海と逢うために（七海美菜）
- いじわる My Master（少女）
- 天ツ風 〜傀儡陣風帖〜（室鷲那爪）
- 戦乙女ヴァルキリー2「主よ、淫らな私をお許しください……」（ファフニール）
- WIZARD GIRL AMBITIOUS（フランソワ・クレア・アーシェス）
- 音速飛翔ソニックメルセデス 〜双子ヒロイン調教指令!〜（テスラ＝マルレーン）
- かみぱに!（片瀬恵）
- クロノベルト-あやかしびと&BulletButlersクロスオーバーディスク-（雲外鏡）
- 鋼炎のソレイユ CHAOS REGION（六式桜火）
- コンチェルトノート（夕月小夜璃）
- 催淫孕ませキーワード「…あぁん、そんなコト言われたら、もう私…わたし…」（周防由紀）
- さかあがりハリケーン 〜LET'S PILE UP OUR SCHOOL!〜（守永ゆかり）
- さくらシュトラッセ（綾瀬優佳）
- 少女魔法学リトルウィッチロマネスク editio perfecta（ロゼッタ）
- 戦極姫〜戦乱の世に焔立つ〜（伊達政宗、直江兼続）
- 蒼海の皇女たち（サフィーヌ・クリッツェン）
- 超昂閃忍ハルカ（鷹守ハルカ、スズモリ）
- とらい☆すたーず（ミューリウス・ザ・ゴールドエクスペリエンス）
- ノストラダムスに聞いてみろ♪（ストラ）
- ××な彼女のつくりかた ハプニング（天堂深那）
- 春色桜瀬（菅原桔梗）
- Before Dawn Daybreak 〜深淵の歌姫〜（シャロン）
- 冬のロンド（マリー・ルミアウラ）
- プリンセスラバー!（シャルロット＝ヘイゼルリンク）
- ホームメイドスイーツ（久留間藤）
- Volume7（濱 あざみ）
- メリ☆クリ 〜10年ぶりのホワイトクリスマス〜（乙樹キララ）
- 闇の声ZERO（大場エリ）
- リトルバスターズ! エクスタシー（朱鷺戸沙耶）
- 冷徹冷静しかしてxxx!!（武宮妃奈）
- 真・恋姫†無双 〜乙女繚乱☆三国志演義〜（孫権）
- どこでもすきしていつでもすきして（南雲榎穂）
- びんかんアスリート「そ、そこダメっ! ……おしお噴いちゃう!」（鞠谷沙羅）
- オト☆プリ 〜恋せよ!乙女王子様♪ドキドキウェディングベル〜（秋山 美冬）

2009年
- 戦乙女ヴァルキリーG 〜戦乙女達の黄昏〜（ファフニール）
- 才気煥発才色兼備の君たちへ（橘才華）
- スパイラルハリケーン（守永ゆかり）
- アンバークォーツ（時國弥夜子、ミコ姉）
- 輝光翼戦記 天空のユミナ（坂上陽子）
- スズノネセブン!（九条要）
- ChuChuヘヴン（マリアベル・バートリー）
- タペストリー -you will meet yourself-（羽鳥詩）
- みここ!（朱雀野華蓮）
- おしゃぶりアナウンサー「そんなに飲まされたら……Hしたくなっちゃう☆」（滝川ジェシカ）
- ももえろ濃霧注意報!（宮ノ森結里）
- Canvas3 〜白銀のポートレート〜（木通遊佐）
- VALENTINE PINK（木通游佐）
- W.L.O. 世界恋愛機構（五百倉蛍）
- 世界を征服するための、3つの方法（セシリア・ランカスター）
- ボクの手の中の楽園（テア・ボールシャイト）
- 夏色ストレート!（皇愛）
- マジスキ 〜Marginal Skip〜（御狭霧かなで）
- らくがきオーバーハート（千房美登里）
- 花と乙女に祝福を（名木城都）
- Stellar☆Theater（泉空）
- 真剣で私に恋しなさい!!（板垣亜巳）
- メモリア（ユキエ・クラウス）
- トロピカルKISS（氷室立夏）
- W.L.O. 世界恋愛機構L.L.S. -LOVE LOVE SHOW-（五百倉蛍）
- さくらテイル（奄美みかげ）
- ましろ色シンフォニー -Love is pure white-（ぱんにゃ、瀬名蘭華）
- 妹スマイル（野中詩季）
- スズノネセブン! -Sweet Lover's Concerto-（九条要）
- 夏いろペンギン（乃木坂宙）
- フェイクアズール・アーコロジー（織倉莉音）

2010年
- id［イド］ -Rebirth Session-（片瀬桜）
- 輝光翼戦記 天空のユミナFD -ForeverDreams-（坂上 陽子）
- 花と乙女に祝福を ロイヤルブーケ（名木城都）
- ゆにばる! PARANORMAL GIRLS STRIKE!!（アーシェス）
- 戦極姫2〜戦乱の世、群雄嵐の如く〜（伊達政宗、直江兼続）
- VALENTINE PINK〜パーフェクトエディション〜 アペンドディスク（木通游佐）
- 催眠生活〜校則だから仕方ない!?〜（早坂奈津美）
- 夏に奏でる僕らの詩（大空真夏）
- 超時空爆恋物語〜door☆pi☆chu〜（小野小町）
- ねこ☆こい! 〜猫神さまとネコミミのたたり〜（桜虎）
- あまつみそらに!（葉月深景）
- うたてめぐり（織姫恋花）
- ヒメと魔神と恋するたましぃ（六條院咲夜）
- PARA-SOL（武田レイチェル）
- 真・恋姫†無双 〜萌将伝〜（孫権）
- Orange Memories（笹倉 深春）
- 初恋サクラメント（久良知 文雪、姫）
- さくらのしっぽ 〜さくらテイルファンディスク〜（奄美 みかげ）
- 魔王を征服するための、666の方法（セリシア・ランカスター）
- リドル・ガーデン（クレア＝マーシュ）
- RGH〜恋とヒーローと学園と〜（碓氷 倖）

2011年
- Primary Step（喜多見優理）
- Stellar☆Theater ENCORE（泉空）
- 未来ノスタルジア（杏奈）

2012年
- 真剣で私に恋しなさい!S（板垣亜巳）
- 黄昏の先にのぽる明日 -あっぷりけFanDisc-（夕月 小夜璃）

2013年
- ハピメア（弥生・B・ルートウィッジ）
- 真剣で私に恋しなさい!A-1（板垣亜巳）
- 真剣で私に恋しなさい!A-2（板垣亜巳）

2014年
- ハピメア Fragmentation Dream（弥生・B・ルートウィッジ）
- 恋がさくころ桜どき（エレオノーラ）
- 真剣で私に恋しなさい!A-3（板垣亜巳）
- 真剣で私に恋しなさい!A-4（板垣亜巳）

2015年
- 真・恋姫†英雄譚1 〜乙女艶乱☆三国志演義［蜀］〜（孫権）
- 真・恋姫†英雄譚2 〜乙女艶乱☆三国志演義［魏］〜（孫権）
- 真・恋姫†英雄譚3 〜乙女艶乱☆三国志演義［呉］〜（孫権、孫登）
- つよきすFESTIVAL（霧夜勝気）

2016年
- 真剣で私に恋しなさい!A-5（板垣亜巳）
- 真剣で私に恋しなさい!A パッケージ版（板垣亜巳）
- ワールド・エレクション（ソフィア＝ユースティ）
- あけいろ怪奇譚（ベルベット）
- スクールオブファンタジア（九頭 神菜）
- あなたをオトコにしてあげる!（日向 朔）
- 銀色、遥か（如月 瑞羽）
- KARAKARA（カレン・ランカスター）
- あきゆめくくる（佐々木 沙織）
- アマツツミ（織部 あずき）

2017年
- あなたに恋する恋愛ルセット（大園 柚姫）
- 真・恋姫†夢想-革命- 蒼天の覇王（孫権）
- お嬢様は素直になれない（神宮寺 美紅）
- お嬢様の半分は恋愛で出来ています!（清城 りおん）
- 幕末尽忠報国烈士伝 -MIBURO-（中村 半次郎）
- ヤミと祝祭のサンクチュアリ（姫神 亜梨栖）
- みなとカーニバルFD（コーラ）
- 金色ラブリッチェ（城ヶ埼 絢華）

2018年
- お嬢様は素直になれない〜大好きをキミだけに〜（神宮寺 美紅）
- 真・恋姫†夢想-革命- 孫呉の血脈（孫権）

2019年
- 月の彼方で逢いましょう（新谷 灯華）
- 金色ラブリッチェ-GOLDEN TIME-（城ヶ埼 絢華）
- イブニクル2（マスカレード）
- 和香様の座する世界（堂棺 藤子）
- レイルロアの略奪者（マリアル）
- はぴねす!2 Sakura Celebration（渡来 菜生、ロッシュ）
- 巣作りカリンちゃん（2019年 - 2021年、レンファ）- 2作品
- ガールズ・ブック・メイカー -幸せのリブレット-（グリモワール）

2020年
- 美少女万華鏡 -理と迷宮の少女-（蓮華）
- Secret Agent 〜騎士学園の忍びなるもの〜（白鐘 神楽）
- メガスキ！〜彼女と僕の眼鏡事情〜 星野優羽姫編（星野 優羽姫）
- はぴねす!2 りらっくす（渡来 菜生）
- グラン・オダリスク（アレクシア）
- アインシュタインより愛を込めて（西野 佳純）

2021年
- 我が姫君に栄冠を（レイズ）
- 同級生リメイク （斎藤 真子）
- 源平繚乱絵巻 -GIKEI-（巴 御前）
- ゆびさきコネクション（秋月 美琴）
- Secret Agent影華〜shadow flower〜（白鐘 神楽）
- 悠久のカンパネラ（クレリア）
- メガスキ! ～Memorial Stories～ 星野優羽姫 グラビア水着編（星野 優羽姫）
- 星の乙女と六華の姉妹（山吹 兎美）

2022年
- ゆびさきコネクション ミニファンディスク Vol.01 悠月&美琴編（秋月 美琴）
- アマエミ -longing for you- (来栖 桜綾)
- 真・恋姫†英雄譚4 〜乙女耀乱☆三国志演義［呉］〜（孫権）

2023年
- ましろ色シンフォニー -Love is pure white- Remake for FHD（瀬名 蘭華、ぱんにゃ）
- ましろ色シンフォニー SANA EDITION（瀬名 蘭華、ぱんにゃ）
- ガルドマ -女子寮の管理人-（夏海 鈴）
- ユズリハの詩 -異能力組織犯罪対策部 特殊機動隊 第二課- (橘 伊紗奈)

2024年
- ガルドマ -女子寮の管理人- After（夏海 鈴）
- 夢幻のティル・ナ・ノーグ（アイリス・マーフィー）
- きまぐれテンプテーション2 ゆうやみ廻奇譚（キルト）

### 乙女ゲーム
2006年
- Under The Moon（アーシェ）

2007年
- Under The Moon〜つきいろ絵本〜（アーシェ）

2008年
- いじわる My Master（少女）

2010年
- Riddle Garden（クレア＝マーシュ）

### 一般ゲーム
- ほめられてのびるらじお 100周年目のほめらじの輪（2017年、風音）[44]

### コンシューマーゲーム
2004年
- メンアットワーク!3 愛と青春のハンター学園（エリス）

2006年
- 魂響〜御霊送りの詩〜（秋月かすみ）
- ホワイトブレス 〜絆〜（柊歩）
- Pia♥キャロットへようこそ!!G.O. SUMMER FAIR（椚あやの）

2008年
- IZUMO2 -学園狂想曲- ダブルタクト（八房）

2009年
- 白銀のソレイユ -Contract to the Future- 《未来への契約》（浅海澪璃）
- MagusTale Eternity 〜世界樹と恋する魔法使い〜（ニナ・ジェミニス）
- Canvas3 〜淡色のパステル〜（木通遊佐）

2010年
- W.L.O. 世界恋愛機構（五百倉蛍）
- スズノネセブン! 〜Rebirth knot〜（九条要）
- 花と乙女に祝福を〜春風の贈り物〜（名木城都）
- Canvas3 〜七色の奇跡〜（木通遊佐）

2011年
- さかあがりハリケーン Portable（守永ゆかり）
- 世界でいちばんNGな恋 ふるはうす（天城 夏夜）
- 花と乙女に祝福を -春風の贈り物- portable（名木城都）

2013年
- Stellar☆Theater PORTABLE（泉空）

2024年
- 同級生リメイクCSver（斎藤 真子）[45]

### オンラインゲーム
- アイオライトリンク（孫権）
- Gemini Seed（2019年、孫権[46]）
- スクールさーばんつ!（此花 咲夜）
- ソウル戦記S（伊達 舞）
- UNITIA 神託の使徒×終焉の女神（グレン、ヴォルカ、マーサ）
- 超昂大戦 エスカレーションヒロインズ（閃忍ハルカ / 鷹守 ハルカ[47]、戦部ハルナ[48]、ハルカ・リバース / 鷹刃 春霞[49]）

### テレビアニメ
- じみへんっ!!〜地味子を変えちゃう純異性交遊〜（2021年、行橋玲奈[50]）

### OVA
- 大江戸四十八手（葛）
- 妻しぼり（琴月円）
- DISCIPLINE 〜The record of a Crusade〜（藤原ななせ）

2009年
- 超昂閃忍ハルカ（鷹守ハルカ）
- 独蛾 THE ANIMATION（白河すみれ）
- 15美少女漂流記OVA（麻生早織）

2012年
- トロピカルKISS♡ 〜キュンっ♡となった花火はキレイでしょ？編（氷室立夏）

2022年
- 同級生リメイク The Animation 第1巻（斎藤真子）

### オーディオドラマ
- ダキカノ 3rdシーズン Vol.1（2018年、草薙 奏)

### ドラマCD
時期不明
- 魔女っ娘ア・ラ・モードII 〜光と闇のエトランゼ〜（レイス）

2004年
- ホワイトブレス 〜with faint hope〜（柊歩）

2007年
- 明日の君と逢うために ドラマCD（七海美菜）
- Under The Moon「あの月の下で」（アーシェ）
- Under The Moon ドラマCD「月の下でおやすみ」（アーシェ）

2008年
- ノストラダムスに聞いてみろ♪ ドラマCD「毎日が日曜日！」（ストラ）
- Under The Moon「Love Letters」（アーシェ）
- 恋する乙女と守護の楯〜妙子の温泉事件簿〜（椿原蓮）
- 放課後奴隷倶楽部（真行寺さやか）※漫画『LUST TRAIN』初回限定版付きドラマCD

2009年
- ハリケーン、後の祭（守永ゆかり）

2010年
- 世界はわたしにひざまずく! G-typeドラマCD（大炊御門櫻子）

## ラジオ関連
※はインターネット配信。
- 『ロンド・リーフレット』ドキドキ☆執事ラジオ（2006年 - 2007年、※）
- ほめられてのびるらじおPP→ほめられてのびるらじおZ（2007年 - 2019年、音泉※）
- さくらテイルらじお（2009年、※）
- 風音と桜川未央と桃井いちごの女子会ノリでラジオがしたい!（2017年 - 、※）
- 風音と遥そらの恋姫†らじお（2020年 - 、音泉※）

### ラジオCD
- ラジオCD『ほめられてのびるらじお』シリーズ（2007年 - ）
- アキハバラ発!ぷらてぃあ放送局 vol.4（第27・28回ゲスト、2007年12月29日）
- ジオCD「恋がさくころ桜どき さくらじ」Vol.1、3（2014年、2014年12月29日）
- ラジオCD「いろはと未央の枯れない世界と終わるラジオ」（2016年12月31日）

### 音声DVD
- 祝・<音泉>10周年 輝け!オールスターゲーム声優大集合スペシャル〜今夜は寝かさnight〜（2014年8月15日）
- 第2回 輝け!オールスターゲーム声優大集合スペシャル〜東西対抗!!天下ワレメの大合戦!!〜（2015年8月14日）
- 第3回 輝け!オールスターゲーム声優大集合スペシャル〜私立ERG女学院 世界一イキたい授業!!〜（2016年8月12日）
- 第4回 輝け!オールスターゲーム声優大集合スペシャル〜激闘!天下イキERG武道会〜（2017年8月11日）
- 第5回 輝け!オールスターゲーム声優大集合スペシャル〜レッツゴー!音泉いやん旅行〜テルマエ・エロマエ〜（2017年8月10日）

## ディスコグラフィ

### キャラクターソング
| 発売日   | 商品名                                                                                     | 歌 | 楽曲                                                         | 備考                                                                          |
| 2005年   | 2005年                                                                                     | 2005年 | 2005年                                                       | 2005年                                                                        |
| -------- | ------------------------------------------------------------------------------------------ | --- | ------------------------------------------------------------ | ----------------------------------------------------------------------------- |
| 10月28日 | 黒の歌姫 Vocal Collection -Actress Edition-                                                | ジャニス（風音） | 「Water Strings」                                            | ゲーム『黒の歌姫』関連曲                                                      |
| 2007年   |                                                                                            | |                                                              |                                                                               |
| 4月6日   | サクラメント                                                                               | 白河綾音（風音） | 「鍵は探して」                                               | ゲーム『和み匣 Innocent Greyファンディスク「いのぐれっ!」』エンディングテーマ |
| 9月27日  | LOVABLE COLORS                                                                             | 春野ゆめ（風音） | 「Bell of blessing」                                         | ゲーム『プリミティブリンク』関連曲                                            |
| 9月27日  | LOVABLE COLORS                                                                             | 春野ゆめ（風音）、ティエラ＝モレーニ（倉田まりや）、リコフェリア＝デュエンデ（木村あやか）、シオン（鏡詩音）、泉六花（大花どん） | 「lovable colors」                                           | ゲーム『プリミティブリンク』関連曲                                            |
| 12月21日 | 「恋姫†無双」覇王プロジェクト〜ハオプロ〜 呉軍合唱の陣                                     | 孫権（風音）、孫尚香（北都南）、甘寧（一色ヒカル）、陸遜（まきいづみ）、周瑜（かわしまりの）、小喬＆大喬（大小つづら）           | 「ロッキン☆ニーハオ」                                        | ゲーム『恋姫†無双 〜ドキッ☆乙女だらけの三国志演義〜』関連曲                   |
| 2008年   |                                                                                            | |                                                              |                                                                               |
| 2月22日  | 世界でいちばんNGな恋〜Heart-Warming Song Vol.3 天城夏夜                                    | 天城夏夜（風音） | 「小さなキセキ」                                             | ゲーム『世界でいちばんNGな恋』関連曲                                          |
| 8月15日  | 明日の君と逢うために キャラクターソングCD『They will be born TOMORROW』                    | 七海美菜（風音） | 「get you☆meet you」                                         | ゲーム『明日の君と逢うために』関連曲                                          |
| 8月22日  | 「恋姫†無双」覇王プロジェクト〜ハオプロ〜 ユニットの陣 ドM組                               | 諸葛亮（楠鈴音）、孫権（風音）、馬超（桜川未央）                                                                                 | 「恋と泪と男と乙女」                                         | ゲーム『恋姫†無双 〜ドキッ☆乙女だらけの三国志演義〜』関連曲                   |
| 10月30日 | さくらテイル オリジナルサウンドトラック                                                    | 奄美みかげ（風音） | 「わたしのつばさ」                                           | ゲーム『さくらテイル』挿入歌                                                  |
| 2009年   |                                                                                            | |                                                              |                                                                               |
| 2月28日  | 沙耶の眠れるレクイエム/Saya's Song                                                         | 朱鷺戸沙耶（風音） | 「沙耶の眠れるレクイエム」 「Saya's Song -Saya's Ver-」      | ゲーム『リトルバスターズ! エクスタシー』関連曲                                |
| 6月12日  | 「真・恋姫†無双」キャラクターソングCD Vol.3 孫権×周泰                                      | 孫権（風音）、周泰（桃井いちご）                                                                                                 | 「鏡花水月」                                                 | ゲーム『真・恋姫†無双 〜乙女繚乱☆三国志演義〜』関連曲                         |
| 9月25日  | 真・恋姫†無双 キャラクターソングアルバム                                                   | 孫権（風音） | 「鏡花水月〜孫権の章〜」                                     | ゲーム『真・恋姫†無双 〜乙女繚乱☆三国志演義〜』関連曲                         |
| 2013年   |                                                                                            | |                                                              |                                                                               |
| 8月      | HAPYMAHER CHARACTER SONG -THE DOOR OF A DREAM-                                             | 弥生・B・ルートウィッジ（風音）                                                                                                  | 「狂喜乱舞」                                                 | ゲーム『HAPYMAHER』関連曲                                                     |
| 2016年   |                                                                                            | |                                                              |                                                                               |
| 7月29日  | 真・恋姫†英雄譚123+PLUS サントラ+ドラマCD                                                  | 孫権（風音） | 「夢笑顔〜无限深情〜」                                       | ゲーム『真・恋姫†英雄譚3 〜乙女艶乱☆三国志演義［呉］〜』挿入歌                |
| 2020年   |                                                                                            | |                                                              |                                                                               |
| 7月31日  | 恋姫†夢想キャラクターソング vol.1 孫権                                                     | 孫権（風音） | 「Twilight Flare」 「志在千里〜恋姫喚作百花王〜」            | ゲーム『真・恋姫†夢想』関連曲                                                 |
| 2021年   |                                                                                            | |                                                              |                                                                               |
| 7月30日  | 『巣作りカリンちゃん -星詠みの神託- プレミアムパッケージ』巣作りカリンちゃんソングアルバム | カリン（乃嶋架菜）、トウカ（安玖深音）、レンファ（風音）                                                                         | 「迷宮 Wanna Wana Party（カリン&トウカ&レンファ 合唱ver.）」 | PCゲーム『巣作りカリンちゃん -星詠みの神託-』関連曲                           |
| 7月30日  | 『巣作りカリンちゃん -星詠みの神託- プレミアムパッケージ』巣作りカリンちゃんソングアルバム | レンファ（風音） | 「迷宮 Wanna Wana Party（レンファ 単独歌唱Ver.）」           | PCゲーム『巣作りカリンちゃん -星詠みの神託-』関連曲                           |

### その他の参加楽曲
| 発売日   | 商品名                                                                                            | 歌                             | 楽曲 | タイアップ                                     |
| 2013年   | 2013年                                                                                            | 2013年                         | 2013年 | 2013年                                         |
| -------- | ------------------------------------------------------------------------------------------------- | ------------------------------ | --- | ---------------------------------------------- |
| 10月30日 | ほめられてのびるらじおボーカルアルバム「ホメラレコード」                                          | 風音                           | 「ほめのび!」 「starlike melodies」 「ハナウタ ルララ♪」                                                                                     | ラジオ『ほめられてのびるらじおPP』主題歌       |
| 10月30日 | ほめられてのびるらじおボーカルアルバム「ホメラレコード」                                          | 風音、荻原秀樹                 | 「ゆーき☆わくわく」 「POWER充電☆ほめたおSO!」 「ほめらじ音頭」 「into the sky」 「Drive Discharge」 「POWER充電☆ほめたおSO!（合いの手Ver）」 | ラジオ『ほめられてのびるらじおPP』主題歌       |
| 10月30日 | ほめられてのびるらじおボーカルアルバム「ホメラレコード」                                          | 五行なずな、風音、荻原秀樹     | 「ましろ戦隊ぱんにゃマン」 | ラジオ『ほめられてのびるらじおPP』主題歌       |
| 2015年   |                                                                                                   |                                | |                                                |
| 12月29日 | ほめられてのびるらじおボーカルアルバム「ホメラレコード2」                                         | 風音                           | 「Dream for the Future」 「Sweet Vermut Kiss」 「Moonlit Rebollion」                                                                         | ラジオ『ほめられてのびるらじお』主題歌、関連曲 |
| 12月29日 | ほめられてのびるらじおボーカルアルバム「ホメラレコード2」                                         | 風音with逢瀬アキラ（コーラス） | 「GALE」 | ラジオ『ほめられてのびるらじお』主題歌、関連曲 |
| 12月29日 | ほめられてのびるらじおボーカルアルバム「ホメラレコード2」                                         | 風音、荻原秀樹                 | 「のびのび すくすく 完全制覇!」 「尾母田姉妹とボクの日常」 「輪廻」 「のびのび すくすく 完全制覇!（合いの手Ver）」                           | ラジオ『ほめられてのびるらじお』主題歌、関連曲 |
| 2017年   |                                                                                                   |                                | |                                                |
| 1月30日  | ほめられてのびるらじお10th Anniversary Memorial Book（Memorial CD＋ほめらじ応援スタンプ台帳つき） | 風音、荻原秀樹                 | 「世界に広がるほめらじの輪!〜全裸待機10周年!〜」                                                                                             | ラジオ『ほめられてのびるらじお』関連曲         |